# Touguinha
Touguinha ist ein Ort und eine ehemalige Gemeinde im Norden Portugals. Sie ist nicht zu verwechseln mit der Nachbargemeinde Touguinhó.

## Geschichte
Der Fund einer Grabstätte belegt eine Besiedlung seit der Bronzezeit. Aus römischer Zeit stammen hier gefundene Dachziegel, jedoch sind kaum weitere Belege für eine hiesige römische Siedlung bekannt.
Erstmals dokumentiert wurde der heutige Ort in einer Schenkungsurkunde von König D. Sancho II. an den Erzbischof von Braga aus dem Jahr 1238.
Touguinha war eine Gemeinde im Kreis Barcelos, bis es im Zuge der zahlreichen Verwaltungsreformen nach der Liberalen Revolution 1820 und dem folgenden Miguelistenkrieg (1832–1834) im Jahr 1836 dem Kreis Vila do Conde angegliedert wurde.
Mit der Gemeindereform 2013 wurde die eigenständige Gemeinde Touguinha aufgelöst und mit Touguinhó zur neuen Gemeinde Touguinha e Touguinhó zusammengeschlossen.

## Verwaltung
Touguinha war Sitz einer eigenständigen Gemeinde (Freguesia) im Kreis (Concelho) von Vila do Conde im Distrikt Porto. Sie hatte eine Fläche von 3,2 km² und 2.004 Einwohner (Stand 30. Juni 2011).
Im Zuge der Gebietsreform zum 29. September 2013 wurden die Gemeinden Touguinha und Touguinhó zur neuen Gemeinde União das Freguesias de Touguinha e Touguinhó zusammengeschlossen. Touguinha wurde Sitz dieser neu gebildeten Gemeinde.